# Det Internationale Polarår
Det Internationale Polarår (IPY), 1. marts 2007 til 1. marts 2009, er den fjerde periode for videnskabelig forskning i polarområderne, Arktis og Antarktis, hvor tidligere polarår blev gennemført i 1882–1883, 1932–1933 og 1957–1958.
IPY er organiseret af Den Internationale Forskningsunion (International Council for Science (ICSU)) og Verdens Meteorologiske Organisation (World Meteorological Organization (WMO)).
I det nuværende polarår, 2007–2009, forventes det, at over 200 projekter vil blive behandlet og gennemført af flere tusinde forskere og videnskabsmænd fra over 60 lande.
I Danmark varetages IPY-aktivitetterne af Den Danske Nationalkomité for IPY.
Nationalkomiteen arbejder sammen med Den Grønlandske IPY-komité og Kommissionen for Videnskabelige Undersøgelser i Grønland.
Formand for den danske nationalkomité (2007) er professor Dorthe Dahl-Jensen fra Niels Bohr Instituttet .
Det danske sekretariat ligger hos Dansk Polarcenter i København, mens det internationale IPY-kontor hører hjemme hos British Antarctic Survey i Cambridge, England.

## De danske og grønlandske forskere vil specielt beskæftige sig med følgende områder
- Arktisk klima – foranderlighed, ændring og virkning.
- Grønlands indlandsis.
- Menneske, natur og arktiske samfund.